# Aspartat transaminază
Aspartat transaminaza, aspartat aminotransferaza sau glutamic oxaloacetic transaminaza (AST, GOT sau ASAT; EC 2.6.1.1) este o enzimă din clasa transferazelor și un tip de transaminază. A fost descoperită de Arthur Karmen și colaboratorii săi în anul 1954.

## Funcție
AST catalizează transferul de grupă amino de la aspartat la α-cetoglutarat:
Reacția este o transaminare reversibilă ce produce glutamat și oxaloacetat. Este necesar piridoxal fosfat pe post de coenzimă.

## Semnificație clinică
ASAT este unul dintre parametrii măsurați frecvent în cadrul analizelor funcției hepatice, fiind un component al raportului ASAT/ALAT.